# Südsudanesische Fußballnationalmannschaft der Frauen
Die südsudanesische Frauenfußballnationalmannschaft ist eine Auswahlmannschaft der South Sudan Football Association, die das Land Südsudan auf internationaler Ebene bei Frauen-Länderspielen vertritt. Die Mannschaft nahm bislang nur an der Ostafrikameisterschaft, als Gast an der Südafrikameisterschaft und an der Qualifikation zum Afrika-Cup teil, jedoch nicht am Afrika-Cup selbst oder an Weltmeisterschaften. Derzeitiger Trainer ist Sidi Mohammed Karouane.

## Geschichte
Ursprünglich sollte der Südsudan im Rahmen der Qualifikation zur Afrikameisterschaft 2014 gegen Äthiopien spielen, jedoch wurde die Teilnahme zurückgezogen. Ihr erstes Spiel absolvierte die Mannschaft dann bei der Ostafrikameisterschaft 2019. Das Spiel gegen Tansania wurde mit 9:0 verloren. Nach einem Sieg gegen Sansibar und einer Niederlage gegen Burundi schied das Team in der Gruppenphase aus. Bei der Südafrikameisterschaft 2021, bei der der Südsudan als Gastmannschaft teilnahm, wurden die Gruppenspiele gegen Botswana, Simbabwe und Tansania alle verloren. Bei der Qualifikation zum Afrika-Cup 2022 verlor die Mannschaft in der ersten Qualifikationsrunde beide Spiele gegen Kenia. Der Südsudan gewann bei der Ostafrikameisterschaft 2022 gegen Sansibar, verlor allerdings gegen Tansania und Äthiopien und schied damit erneut in der Gruppenphase aus. Auch bei der Qualifikation zum Afrika-Cup 2025 war die Mannschaft nicht erfolgreich, da beide Spiele gegen Ägypten verloren wurden.

## Turniere

### Weltmeisterschaft
- 1991 bis 2019 – nicht teilgenommen
- 2023  – nicht qualifiziert
- 2027  – nicht qualifiziert

### Afrika-Cup
- 1991 bis 2012 – nicht teilgenommen
- 2014 – Teilnahme zurückgezogen
- 2016 bis 2020 – nicht teilgenommen
- 2022 – nicht qualifiziert
- 2025 – nicht qualifiziert
- 2026 – nicht qualifiziert

### Ostafrikameisterschaft
- 2016 bis 2018 – nicht teilgenommen
- 2019 – Gruppenphase
- 2021 – Turnier abgesagt
- 2022 – Gruppenphase